# Anuncis classificats

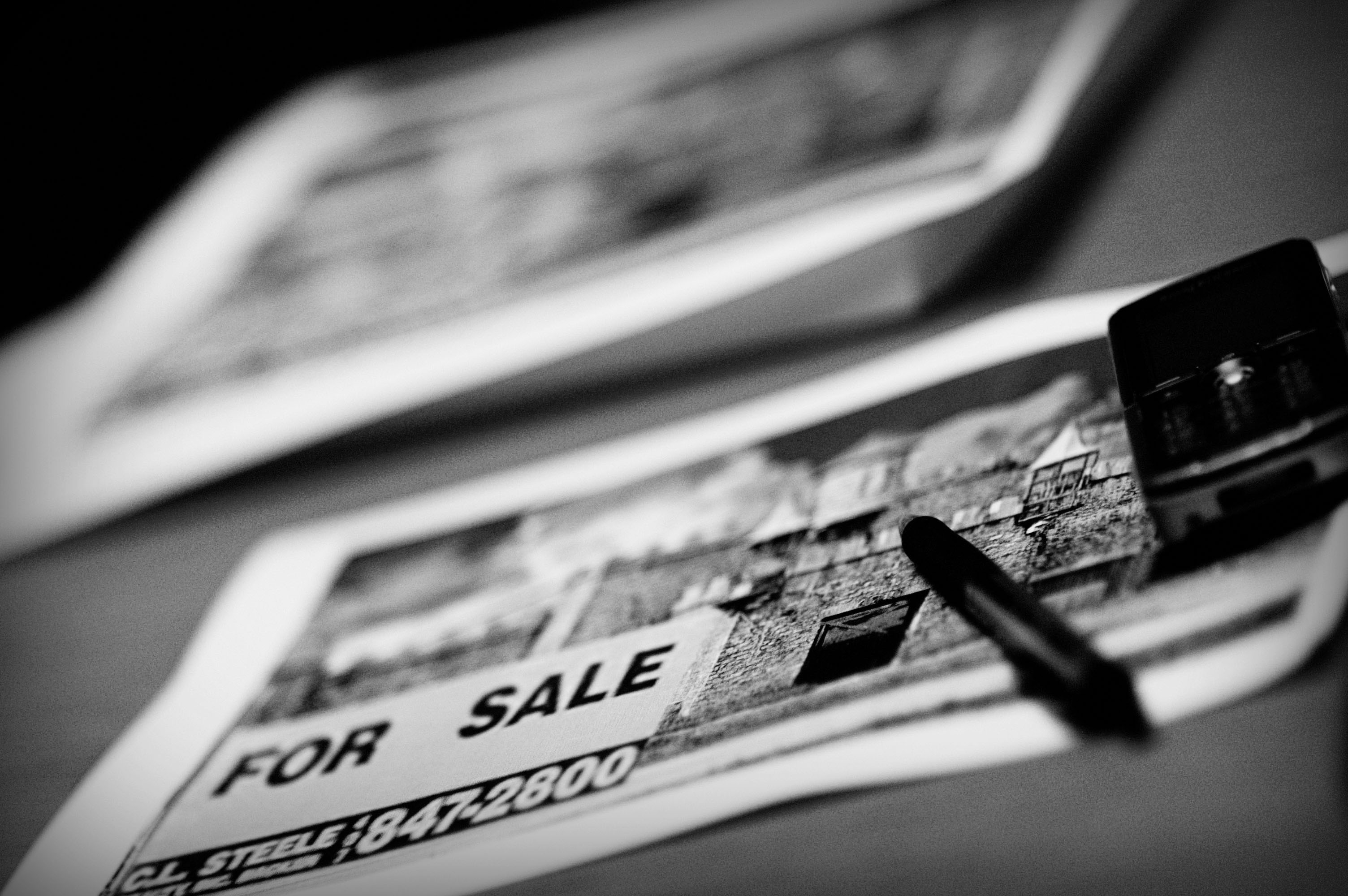
Anuncis classificats en un diari.

Els anuncis classificats són anuncis que es publiquen a la premsa escrita (diaris o revistes) i en mitjans digitals per oferir i demandar productes i serveis.

## A la premsa escrita
Solen formar part d'una secció on empreses o particulars poden publicar avisos, sovint pagant una quantitat monetària, i estan organitzats per categories per facilitar la recerca (immobles, automotors, ocupacions, computació, relacions personals, etc.) Cada anunci consta d'una breu descripció i les dades per contactar, en algunes ocasions inclou el valor del producte. Hi ha fins i tot publicacions dedicades especialment als avisos o anuncis classificats d'una categoria determinat, generalment d'habitatges, automòbils o articles de segona mà.

## A Internet
Amb l'aparició d'Internet, les tècniques digitals s'han desenvolupat i professionalitzat, relegant a la premsa escrita a un segon pla en anuncis classificats. La gran majoria d'aquestes publicacions digitals són gratuïtes per als usuaris en tenir uns costos de manteniment dels seus infraestructura respecte als mitjans impresos.
A Internet, els anuncis classificats han adquirit una nova perspectiva, les persones que anteriorment estaven forçades a pagar per publicar els seus classificats a la premsa escrita, ara opten per aquesta nova alternativa, que en la majoria dels casos és gratuïta. Un clar exemple d'això és Craigslist, el primer portal d'anuncis classificats americà. La revista PC World l'ha posat entre els 3 millors productes del 2006 amb més de sis milions de visitants.
Aquestes pàgines neixen com una solució, com un punt de venda entre particulars i empreses, fent de cadascuna d'elles un "mercat virtual", on trobar gangues, vendre les coses que ja no et serveixen o trobar aquell objecte que sempre anaves cercant per les botigues.
Des de 2007 han aparegut cercadors verticals de classificats que afegeixen tota l'oferta i ajuden l'usuari a trobar l'anunci que busca més ràpidament.